# コンバージョンEV
コンバージョンEV、EVコンバージョン（Electric vehicle conversion）、コンバートEV、とは、ガソリンエンジンやディーゼルエンジンの自動車からエンジンやマフラー、燃料タンクなどを取り除き、電動機や電池を取り付けた電気自動車。

## 概要
2020年以降、世界的にガソリン車やディーゼル車の販売が禁止されることもあり、業者の新規参入が相次いでいる。
日本では広義のエンジンスワップに該当するため、電気自動車として公道を走行する場合は書面審査と構造等変更検査を受けて検査に合格する必要がある。一方で、環境規制に適合しない旧車でもエコカー減税の対象となり、搭載が難しかったエアコンやシートヒータの装備が可能となる。
航続可能距離は搭載されるリチウムバッテリー容量と車重や電気系装備にもよるが、kWhという単位で表記される搭載電池量に6～8を乗じた数字がその距離kmとなる(18kWhの場合18kWh*7＝126km)。市販BEVは電装品が多くまたバッテリー重量も多い傾向がありこの数値が5程度である。
ベースとなる車両は電子制御の少ない旧いクルマが多く、部品がないため廃車するような際の選択肢としても注目されている。ただその一方でエンジンスワップ作業全般に存在する課題(煩雑な作業と緻密な部材配置技術、さらには公認車検取得が必要で、大抵の場合部材のワンオフ制作も避けて通れない)もあって、高コストとなりがちであるのが課題である。実際、SGホールディングスは｢ボディはキレイだが、エンジン等が先に寿命を迎えてしまった｣ために廃車や部品取りにせざるを得なくなった軽トラックを有効活用しようとコンバーションEVの製作を試みたことがあったが、車種別の開発が必要であるがゆえコスト面で断念している。
トランスミッションはモーターのリニアな出力特性上ダイレクトが多く、マニュアルも見かけられる。オートマチックはトルクコンバータを作動させるトランスミッションオイルや複雑なロックアップ機構などの対応にハードルがあるためほぼ製作されていない。